# ワルプルギス賞
ワルプルギス賞は、かつて講談社が主催していた公募新人文学賞の一つである。

## 概要
デジタル時代に則した公募新人文学賞を目指し講談社が自社の投稿サイトプロジェクト・アマテラス内において2012年に設けた公募新人賞。特色としては、第一次選考には編集部が介入せず、選考が全てサイト内の読者の手に委ねられていること、一次選考における審査では、抜粋した八千字のみが選考対象となることなどがある。第一回ワルプルギス賞を経て、第二回では「ワルプルギス賞らいと」と改題され、主にライトノベル作品を募集した。また、その過程で選考方法も一部変更された。以下、第一回と第二回に分けて選考方法を記述する。

## 選考方法
第一回
自作小説の「一番読ませたいところ」を八千字以内にまとめたものを提出し、それをもって一次選考が行われる。募集ジャンルは広義のエンターテイメント作品で、特に限定はされていない。前述の抜粋版を読んで、編集者であるプロジェクト運営スタッフ、もしくはサイト内の読者が続きが読みたい旨のリクエストを行うと、リクエストを行われた作品が一次選考を通過する。二次選考においては編集部が精読し判断する、一般的新人賞の選考形態をとる　原稿規定枚数は制限なし
第一回の応募総数は594作品
第二回　（ワルプルギス賞らいと）
下記11テーマを一つ以上含んだ八千字以内の序章を提出し、それをもって一次選考が行われる。第二回では、読者からのサイト内ブックマークを50以上集めた作品が一次選考通過となる。二次選考では第一回と同じく、編集部の審査となる。なお、第二回では講談社ラノベ文庫編集部も審査に参加する。なお、二次選考における原稿規定枚数は10万文字(原稿用紙250枚<目安>)以上 14万文字(原稿用紙350枚<目安>)以内。
11テーマ： ネトゲネタ / ツンデレ / ほっこり / 大どんでん返し / ファンタジー / 泣ける / 人外＆クリーチャー / ヤンデレ / 伏線大回収 / 大ハーレム / 俺TUEEE
第二回の応募総数は117作品

## 入賞作品一覧
第一回受賞作 「アルファマン・リターンズ」 久楽健太
拾い上げ作品 「中指の魔法」 片島麦子